# Молодогвардейский сельский округ
Молодогвардейский сельский округ (каз. Молодогвардейск ауылдық округі) — административная единица в составе района Магжана Жумабаева Северо-Казахстанской области Казахстана. Административный центр — село Молодогвардейское, расположенное в 93 км от районного центра и в 138 км от областного центра. Аким сельского округа — Стеценко Олег Леонидович.
Население — 1521 человек (2009, 2380 в 1999, 3224 в 1989).

## Сельское хозяйство
Общая площадь сельского округа составляет 66 356 га, в том числе земли сельхозназначения - 64560 га, пашни - 54503 га. На территории сельского округа осуществляют сельскохозяйственную деятельность 6 товариществ с ограниченной ответственностью и 20 крестьянских хозяйств. В округе
возделываются зерновые и масличные культуры, высаживается картофель, высеваются однолетние и многолетние травы. Плодоовощная продукция выращивается в частном секторе.

## Социальная инфраструктура
На территории сельского округа действует 10 субъектов малого и среднего бизнеса, в том числе: 7 магазинов, ИП «Попандопол И.В.» по разведению лошадей, ИП «Попандопол В.М.» по организации горячего питания, ИП «Мурталимов Ж.Т.» по предоставлению прочих услуг. Водоснабжение округа осуществляется из районной водоразводящей сети. Подача воды населению осуществляется через 24 водозаборные колонки в селе Молодогвардейское и 18 в селе Золотая нива.

## Образование
В сельском округе действует два образовательных учреждения, в которых обучаются 74 учащихся. При школах работают мини-центры с полным днем пребывания на 50 мест. Функционируют два хоккейных корта, спортивные залы при школах, работают спортивные секции по баскетболу, волейболу, спортивным лыжам.

## Здравоохранение
Лечебная сеть округа представлена двумя медицинскими пунктами, в которых трудятся: 1 медсестра и 6 работников технического персонала. Медицинские осмотры по округу выполняются согласно плану. По графику не реже одного раза в месяц из Возвышенской врачебной амбулатории приезжает бригада врачей — терапевт и педиатр.

## Культура
В округе работает две сельских библиотеки. Книжный фонд художественной и отраслевой литературы библиотеки составляет — 30604 (16500) экземпляров, количество абонентов — 651 (228) читателей.
В округе имеется один досуговый центр в селе Золотая нива.

## Состав
21 июня 2019 года в состав сельского округа была включена территория площадью 360,00 км² ликвидированного Золотонивского сельского округа (село Золотая Нива, бывшее село Восточное, бывший поселок Ждановский) .
В состав округа входят такие населенные пункты:
| Населенный пункт                       | Население, человек (1989) | Население, человек (1999) | Население, человек (2009) |
| -------------------------------------- | ------------------------- | ------------------------- | ------------------------- |
| Восточное, село                        | 39                        | -                         | -                         |
| Ждановский, станционный поселок        | 47                        | -                         | -                         |
| Золотая Нива, деревня                  | 1734                      | 1145                      | 712                       |
| Молодогвардейское, село                | 1394                      | 1235                      | 809                       |
| Молодогвардейский, станционный поселок | 10                        | -                         | -                         |